# Вабрема Туре
Вабрема Туре (д/н — 1859) — фаама (володар) Кабадугу у 1858—1859 роках.

## Життєпис
Походив з династії Туре. Старший син фаами Вакаби. Разом з батьком брав участь у походах, що доходили до області Бамако в південному Малі.
У 1858 році успадкував трон, проте 1859 року раптово помер або був повалений другим братом Вамукутаром.